# Anguis incomptus
Anguis incomptus là một loài thằn lằn trong họ Anguidae. Loài này được Mcconkey mô tả khoa học đầu tiên năm 1955.